# Tom Martin Biseth
Tom Martin Biseth, né le 29 mars 1946 à Tønsberg, est un coureur cycliste norvégien. Il a remporté le championnat de Norvège de cyclisme sur route en 1970 et 1974.

## Palmarès
- 1970
  -  Champion de Norvège sur route
  -  Champion de Norvège du contre-la-montre par équipes (avec Leif Yli, J. Bühring Andersen et Magne Orre)
- 1972
  -  Champion de Norvège du contre-la-montre par équipes (avec Dag Linnestad, Arne Raaen et Magne Orre)
  - 3e étape du Greenall Whitley Grand Prix Two Day
- 1973
  -  Champion de Norvège du contre-la-montre par équipes (avec Dag Linnestad, Arne Raaen et Magne Orre)
- 1974
  -  Champion de Norvège sur route
  - 3e du Berliner Etappenfahrt
- 1975
  - Ringerike Grand Prix